# Cratere Spörer
Spörer è un cratere lunare di 25,57 km situato nella parte sud-occidentale della faccia visibile della Luna.